# Aeroporto de Porto dos Gaúchos
O Aeroporto de Porto dos Gaúchos, (IATA: PBV, ICAO: SWPG), serve o município de mesmo nome. Situa-se na região norte do estado de Mato Grosso, distante cerca de 570 km da capital. A estrutura do aeroporto ainda é muito deficitária e por este motivo o fluxo é muito baixo.

## Características
- Latitude: 11º 31' 0" S
- Longitude: 57º 20' 0" W
- Piso: C
- Sinalização: S
- Pista com balizamento noturno
- Companhias aéreas:
- Distância do centro da cidade: 5,9 km
- Pista: 1500 metros
- Contato: Rodovia MT-338, s/n - Porto dos Gaúchos - Fone: (66) 3526-1385
- Distância Aérea: Cuiabá 473 km; Brasília 1127 km; São Paulo 1755 km; Curitiba 1716 km